# Rue Pasteur (Bordeaux)
Pour l’article homonyme, voir Rue Pasteur.
La rue Pasteur est une voie publique de la ville de Bordeaux.

## Situation et accès
Elle est située dans le quartier de Caudéran. Suivant un axe est-ouest, elle relie le boulevard du Président-Wilson, ceinture périphérique de la ville, à l'Avenue de Montesquieu à Mérignac, traversant ainsi le quartier de part en part. Ouverte à la circulation en sens unique puis partiellement à double sens, cette voie est empruntée par les automobilistes souhaitant rejoindre le centre de Caudéran ou Mérignac depuis les boulevards. Avec plus de 2 900 mètres, il s'agit de la plus longue rue de Bordeaux.
La rue donne son nom à un arrêt de bus de la « Lianes » 9 du réseau TBM, situé sur le boulevard du Président-Wilson. Cette ligne parcourt la ceinture périphérique de la ville et conduit à la Gare Saint-Jean.

## Origine du nom
Il s'agit de l'hommage de la ville de Caudéran au scientifique Louis Pasteur. Celui-ci vanta les vertus thérapeutiques du vin, « aliment qui peut être à bon droit considéré comme la plus saine, la plus hygiénique des boissons ».

## Bâtiments remarquables et lieux de mémoire
La première partie de la rue est caractéristique du quartier bourgeois de Caudéran avec des échoppes ayant perdu leur caractère d'origine pour devenir des demeures cossues.
- nos 25bis-31 : maisons bourgeoises d'un éclectisme stylistique raffiné.
- no 54 : maison caractéristique du style art déco avec son niveau principal surélevé pour laisser place au garage, sa porte stylisée par des motifs géométriques et sa variété dans les formes des fenêtres.
- no 73 : la baie coupée dans l'angle et les frises décoratives de motifs floraux sont d'autres caractéristiques de l'art déco.
- le square Armand-Faulat, du nom du dernier maire de Caudéran, qui réalisa en accord avec Jacques Chaban-Delmas le rattachement de sa commune à celle de Bordeaux en 1965[4].
- no 380 : cette importante demeure qui appartenait originellement au domaine de Virginia qui est l'un des derniers vestiges des maisons de campagne édifiées à Caudéran au XVIIIe siècle[4]. Il s'agit d'une demeure d'époque Louis XVI avec un perron sur chaque façade. Côté rue, on peut y voir une façade déployée sur neuf travées avec un avant-corps à pans coupés surmonté par une balustrade. Sur la façade arrière, l'avant-corps ne forme qu'un léger décrochement encadré par des pilastres à refends surmonté par un fronton triangulaire à ressauts.

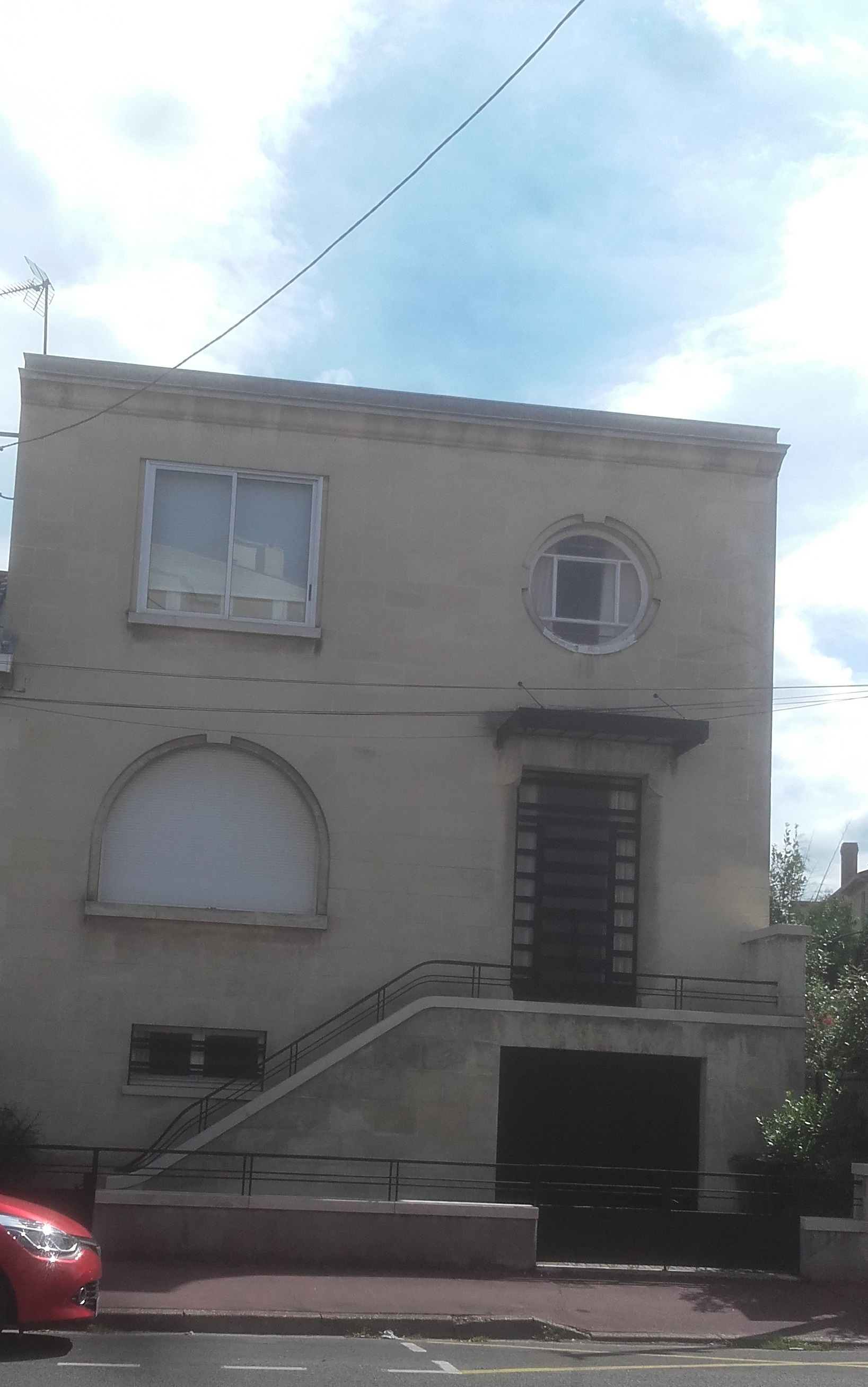
no 54
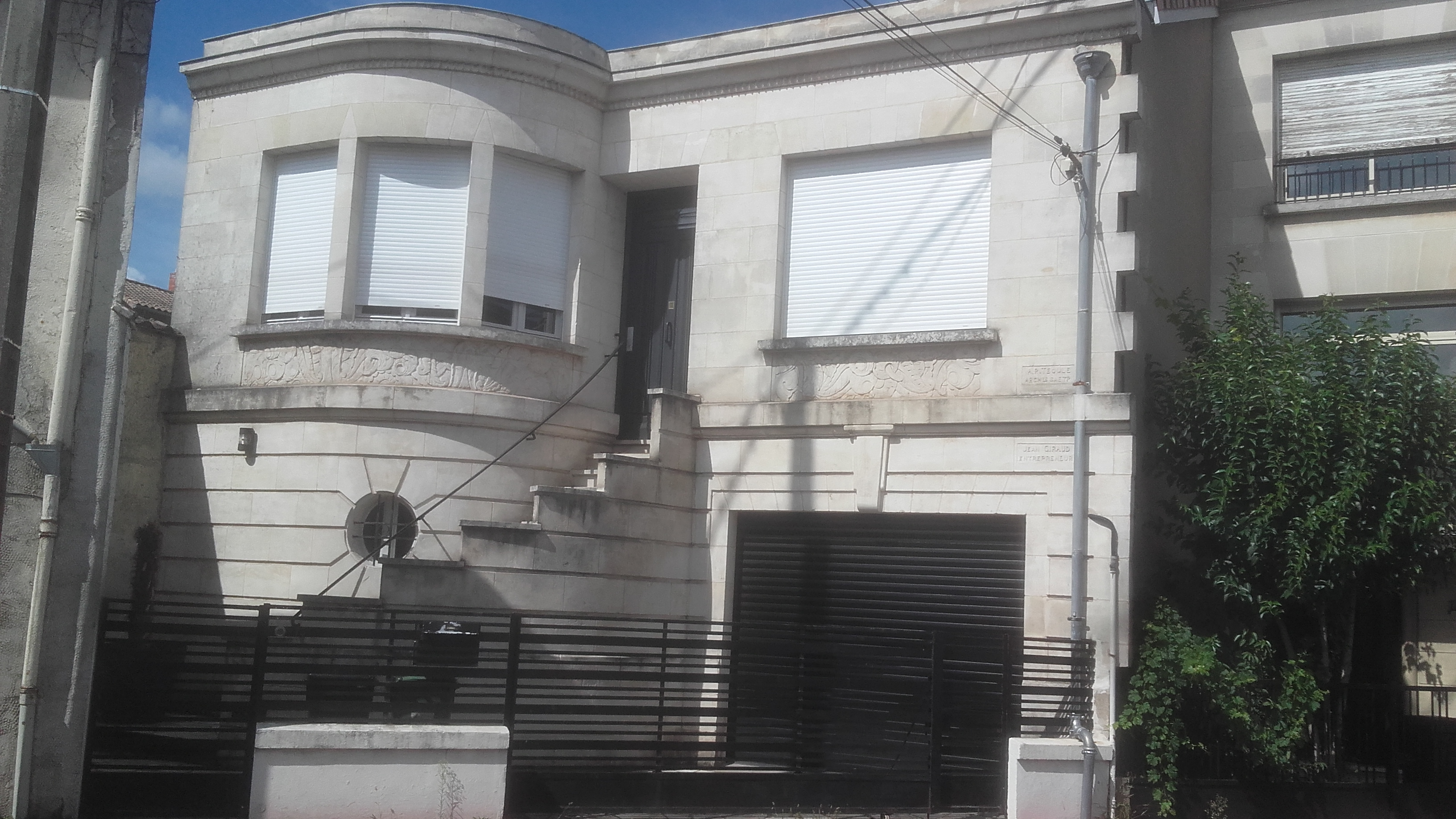
no 73
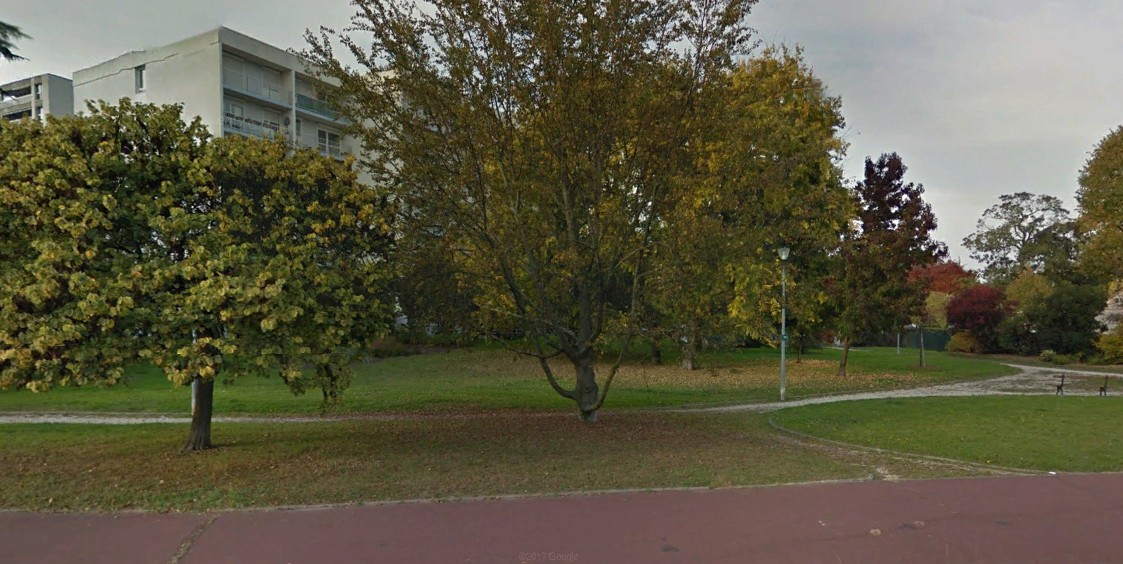
Le square Armand-Faulat